# Seventh Heaven (Gwen Guthrie-dal)
A Seventh Heaven című dal az amerikai Gwen Guthrie 1986-ban megjelent dala, mely az 1983-ban megjelent Portrait című albumon szerepel, és csak 3 évvel később másolták ki kislemezre. A dal csupán az angol kislemezlistára került fel, a 85. helyre.

## Megjelenések
12"  4th & Broadway – 12 BRW 52
- A	Seventh Heaven (US Remix By Larry Levan) Remix – Larry Levan
- B1	It Should Have Been You (US Remix By Larry Levan) Remix – Larry Levan
- B2	Getting Hot (US Remix By Larry Levan) Remix – Larry Levan

## Slágerlista
| 1986 | Seventh Heaven | - | - | 85 |